# Фомін Дмитро Олександрович
Дмитро Олександрович Фомін (нар. 21 січня 1968, Севастополь) — радянський і російський волейболіст, тренер. Чемпіон Європи, володар Кубка світу, учасник двох Олімпійських ігор, неодноразовий переможець єврокубкових турнірів. Грав на позиції діагонального нападника. Заслужений майстер спорту СРСР (1992).
Фігурант бази миротворець, як особа, що підтримала російську агресію проти України.

## Біографія
Народився 21 січня 1968 року в Севастополі. Починав займатися волейболом у Балаклаві під керівництвом Анатолія Івановича Подільського. Професійну кар'єру розпочав у 1986 році у київському «Локомотиві», де Дмитро Фомін відіграв три сезони. Потім у 1989 році перейшов до столичного ЦСКА, де також провів три сезони. У складі ЦСКА Дмитро Фомін став дворазовим чемпіоном СРСР та володарем Суперкубку Європи .
З 1992 по 2003 роки Дмитро Фомін грав у клубах далекого зарубіжжя. Десять сезонів він провів у Італії.
Спочатку він підписав контракт з волейбольним клубом «Порто Равенна» з Равенни. Там провів три сезони, знову став володарем Суперкубку Європи, до якого додав два Кубки чемпіонів.
У 1996 році Дмитро Фомін переїхав в «Сислей» з Тревізо, де він грав до 2002 року. Там його скарбничка нагород та титулів суттєво поповнилася: три золоті чемпіонату Італії, один Кубок Італії, два Кубки чемпіонів та Кубок Європейської конфедерації волейболу.
Завершив Дмитро Фомін кар'єру гравця у Росії. Правда, до повернення до Росії волейболіст провів рік в Японії, виступаючи за «Торей Ерроуз» з міста Місіма в сезоні 2002/03. Останні три сезони кар'єрі, з 2003/04 до 2005/06, він відіграв у «Динамо-Таттрансгаз» з Казані . У складі казанського клубу Дмитро Фомін став бронзовим призером чемпіонату Росії та володарем Кубка Росії.
У 1991 році Дмитро Фомін дебютував у збірній СРСР. З 1993 по 1998 був гравцем збірної Росії, у складі якої провів 119 матчів, набрав 905 очок і 1857 відіграних подач. У 1991 та 1993 роках виступав за збірну світу «Всі зірки» у матчах проти команд Італії та Бразилії.
Після завершення кар'єри гравця у 2006 році став головним тренером жіночої команди «Динамо» (Москва), де відпрацював сезон-2006/07. З осені 2007 року — генеральний менеджер і головний тренер чоловічої команди ЦСКА, потім працював головним тренером кемерівського «Кузбасу» (червень 2009 — листопад 2010) та красноярського «Єнісея» (липень 2011 — березень 2012). З квітня 2015 року — директор нижегородських волейбольних клубів «Губернія», «Нижній Новгород» та АСК.

## Команди
| Роки                  | Команди                | Ігри           | Очки           |
| Клуби                 | Клуби                  | Клуби          | Клуби          |
| --------------------- | ---------------------- | -------------- | -------------- |
| 1986—1989             | «Локомотив» (Київ)     |                |                |
| 1989—1992             | ЦСКА (Москва)          |                |                |
| 1992—1996             | «Порто Равенна»        |                |                |
| 1996—2002             | «Сислей»               |                |                |
| 2002—2003             | «Торей Ерроуз»         |                |                |
| 2003—2006             | Динамо-Таттрансгаз     |                |                |
| Національні збірні    |                        |                |                |
| 1989—1991             | СРСР                   |                |                |
| 1992                  | СНД                    |                |                |
| 1993—1998             | Росія                  | 119            | 905            |
| Тренерська діяльність |                        |                |                |
| 1989—1991             | «Динамо» (Москва)      | жіноча команда | жіноча команда |
| 1989—1991             | ЦСКА (Москва)          |                |                |
| 2009—2011             | «Кузбас» (Кемерово)    |                |                |
| 1989—1991             | «Єнісей» (Красноярськ) |                |                |

## Досягнення

#### Як гравець
ЦСКА (Москва)
- Чемпіон СРСР: (2) 1990, 1991 .
- Володар Суперкубку Європи: 1991.

 «Порто Равенна» (Равенна)
- Володар Суперкубку Європи : 1993.
- Переможець Кубка чемпіонів : (2) 1993, 1994.

 «Сислей» (Тревизо)
- Чемпіон Італії: (3) 1998, 1999, 2001.
- Володар Кубка Італії: 2000.
- Переможець Кубка чемпіонів: (2) 1999, 2000.
- Володар Кубка Європейської конфедерації волейболу: 1997/1998 .

 «Динамо-Таттрансгаз» (Казань)
- Бронзовий призер чемпіонату Росії: 2005.
- Володар Кубка Росії: 2004.

 СРСР

- Чемпіон Європи : 1991
- Володар Кубка світу : 1991
- Бронзовий призер Світової ліги: 1991

 Росія

- Бронзовий призер Чемпіонату Європи: 1993
- Срібний призер Світової ліги: 1993
- Бронзовий призер Світової ліги: (2) 1996, 1997

Індивідуальні призи
- MVP Чемпіонату Європи 1991.
- MVP Кубка світу (1991).
- Найкращий нападник і асистент фінального раунду Світової ліги (1993).
- Найрезультативніший гравець фінального раунду Світової ліги (1995) .
- Володар Призу Андрія Кузнєцова (2005).